# 達列克 (韋謝列區)
46°54′7″N 34°57′48″E / 46.90194°N 34.96333°E
達萊凱（烏克蘭語：Далеке）是位於烏克蘭東南部的村莊，由扎波羅熱州梅利托波爾區的韋塞萊市鎮負責管轄。該村始建於1958年，面積0.31平方公里，海拔高度65米，2001年人口156，人口密度每平方公里503.2人。